# Andrzej Folwarczny
Andrzej Piotr Folwarczny (ur. 27 lutego 1970 w Zbrosławicach) – polski polityk i działacz społeczny, poseł na Sejm III kadencji.

## Życiorys
Ukończył w 1995 studia na Wydziale Automatyki, Elektroniki i Informatyki Politechniki Śląskiej. Był działaczem Stowarzyszenia „Młodzi Demokraci”. Sprawował mandat posła III kadencji wybranego w okręgu gliwickim z listy Unii Wolności, bezskutecznie ubiegał się o reelekcję. Zasiadał we władzach krajowych UW, a w 2005 poparł powstanie Partii Demokratycznej, wycofując się jednocześnie z działalności partyjnej.
W latach 1999–2004 pełnił funkcję wiceprezesa Towarzystwa Przyjaźni Polsko-Izraelskiej. W 1998 zainicjował powstanie i został prezesem zarządu fundacji Forum Dialogu Między Narodami, do której celów należy upowszechnianie tolerancji i kultury demokratycznej. Wszedł w skład Kolegium Społecznego w Muzeum Historii Żydów Polskich Polin w Warszawie.
W 2015 odznaczony Krzyżem Kawalerskim Orderu Odrodzenia Polski. Wyróżniony także m.in. Nagrodą Biblioteki Polskiej w Waszyngtonie im. Tadeusza Walendowskiego.